# Vilde Frang
Vilde Frang, född den 19 augusti 1986 i Oslo, är en norsk klassisk violinist. Hon började spela fiol som fyraåring och hade sitt första solouppträdande med orkester då hon som 10-åring spelade med Norges radios symfoniorkester.
Frang har studerat för Henning och Alf Richard Kraggerud och Stephan Barratt-Due i Oslo och för Kolja Blacher i Hamburg. Hon har vunnit ett flertal priser, bland annat Prins Eugens Kulturpris 2007 och har utsetts till EMI Classic artist of the year 2010.